# Pandea minima
Pandea minima är en nässeldjursart som beskrevs av von Lendenfeld 1884. Pandea minima ingår i släktet Pandea och familjen Pandeidae. Inga underarter finns listade i Catalogue of Life.